# Giuvărăști
Giuvărăști est une commune roumaine située dans le județ d'Olt.